# Цабелевка
Цабе́левка (каз. Цабелев) — село у складі Федоровського району Костанайської області Казахстану. Входить до складу Банновського сільського округу.
Населення — 214 осіб (2021; 370 у 2009, 466 у 1999, 543 у 1989).